# Les Rues-des-Vignes
Les Rues-des-Vignes is een gemeente in het Franse Noorderdepartement (regio Hauts-de-France) en telt 671 inwoners (2005). De plaats maakt deel uit van het arrondissement Cambrai.

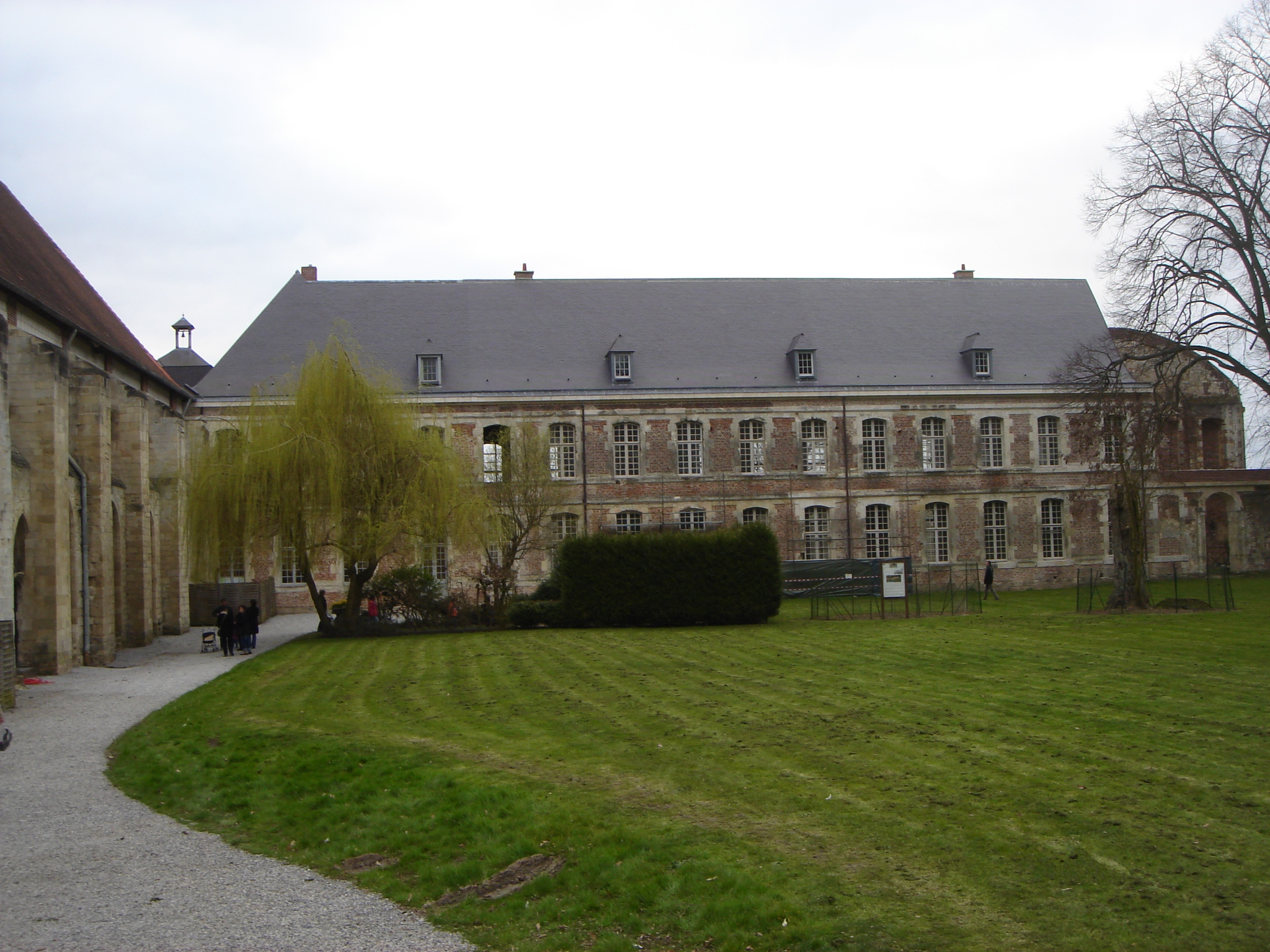
Voormalige abdij van Vaucelles. Paleis van de abt.

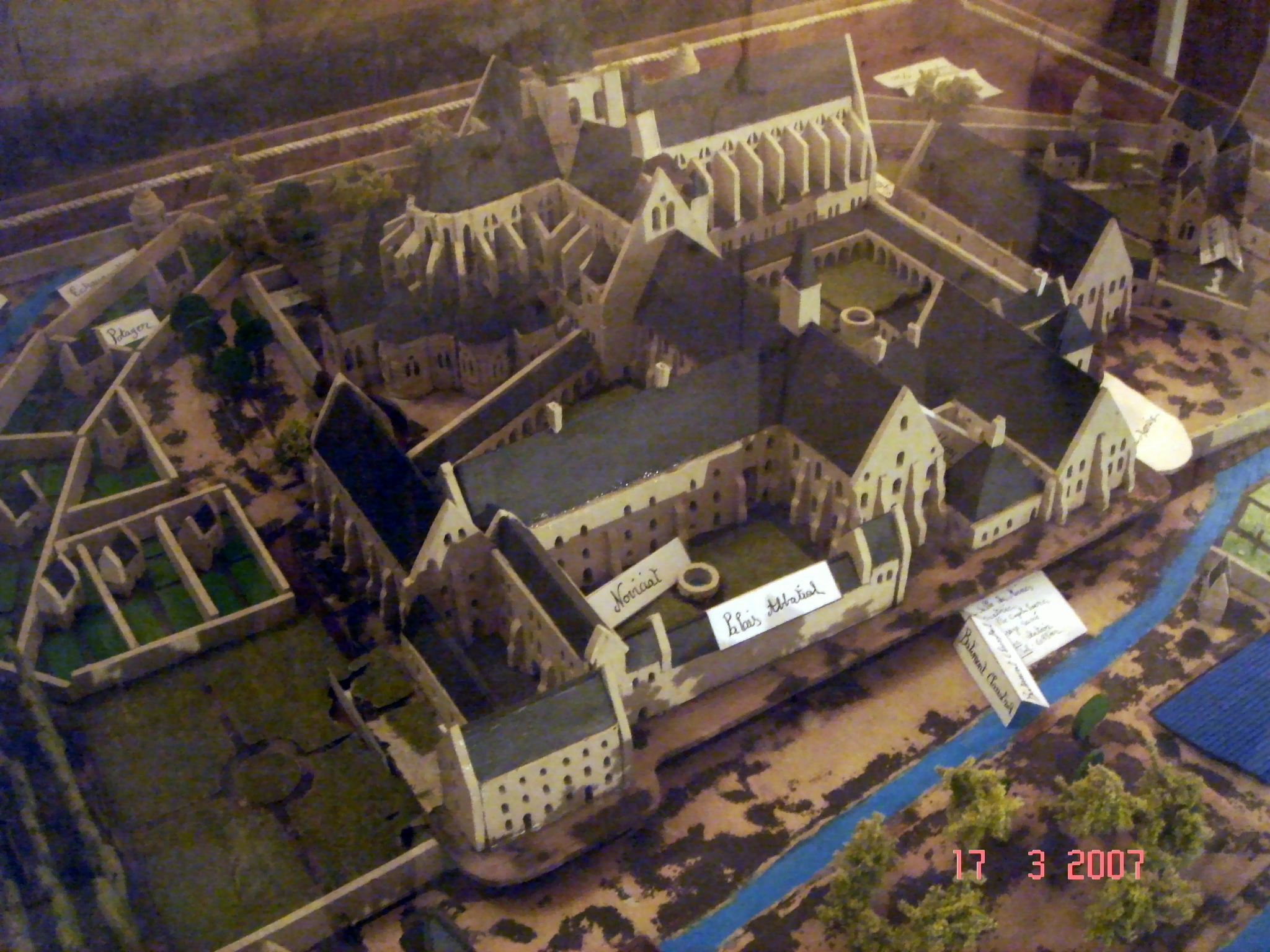
Reconstructie van de abdij (voor de Franse Revolutie)

Tot de Franse Revolutie bestond er de cistercienzer abdij van Vaucelles.

## Geografie
De oppervlakte van Les Rues-des-Vignes bedraagt 18,0 km², de bevolkingsdichtheid is 37,3 inwoners per km².
De onderstaande kaart toont de ligging van Les Rues-des-Vignes met de belangrijkste infrastructuur en aangrenzende gemeenten.

## Demografie
Onderstaande figuur toont het verloop van het inwonertal (bron: INSEE-tellingen).

## Industrie
Royal Canin heeft hier een productielocatie voor productie van hondenvoer voor West-Europa.